# Balzac – Ein Leben voller Leidenschaft
Balzac – Ein Leben voller Leidenschaft ist ein zweiteiliger französisch-italienisch-deutscher Fernsehfilm aus dem Jahr 1999. Die Filmbiografie über den französischen Schriftsteller Honoré de Balzac (1799–1850) entstand unter der Regie von Josée Dayan mit Gérard Depardieu in der Titelrolle.

## Handlung
Im Jahr 1850 verstirbt Honoré de Balzac, einer der bedeutendsten französischen Schriftsteller des 19. Jahrhunderts. Sein Freund und Kollege Victor Hugo, der ebenfalls sehr erfolgreich Romane und Erzählungen veröffentlicht, blickt auf das ausschweifende Leben von Balzac zurück:
Seit jeher sucht Balzac nach Anerkennung seiner Mitmenschen, was im abweisenden Verhalten seiner Mutter Charlotte-Laure begründet liegt. Er versucht sich als Autor, Verleger und Geschäftsmann, zunächst jedoch ohne Erfolg. Hochverschuldet hält nur noch die gutherzige Madame de Berny zu ihm, die ihn finanziell unterstützt und von deren gesellschaftlichen Kontakten Balzac profitiert. Obwohl einige Jahre älter als er, wird sie auch seine Geliebte. Doch leidet sie darunter, ihm keine Kinder mehr schenken zu können.
Balzac schreibt weiter und wird mit Hilfe von Unmengen an Kaffee einer der produktivsten Autoren seiner Zeit. Es dauert jedoch Jahre, bis er endlich Erfolge mit seinen Romanen für sein Gesamtwerk Die menschliche Komödie feiern kann. Der Ruhm und sein Hang zum Luxus machen ihn derweil verschwenderisch, was ihn erneut an den Rand des Bankrotts treibt. Er liebt das Leben und vor allem die Frauen. Eine Zeit lang schwärmt er für die Herzogin d’Abrantès, doch es ist die schöne Gräfin Eva Hanska, in der er seine große Liebe erkennt. Diese ist mit dem russischen Adeligen Graf Hanski verheiratet, was Balzac und Eva jedoch nicht davon abhält, einen regen Briefwechsel zu betreiben und eine Affäre zu beginnen.
Nachdem Madame de Berny und Graf Hanski verstorben sind, reist Balzac nach Russland, um Eva für sich zu gewinnen und sie nach Paris zu holen. Balzac und Eva, deren gemeinsames Kind, ein Mädchen, kurz nach der Geburt stirbt, müssen jedoch noch lange Zeit warten, ehe sie heiraten dürfen. Erst kurz vor seinem Tod werden sie vermählt, worauf er sie zu seiner alleinigen Erbin macht. Der zu erblinden drohende und von Erschöpfung geplagte Balzac hat als Schriftsteller alles erreicht, noch immer fehlt ihm jedoch die Anerkennung seiner Mutter. Als er im Sterben liegt, hält sie mit Tränen in den Augen seine Hand und sagt ihm, dass sie stolz auf ihn sei.

## Hintergrund

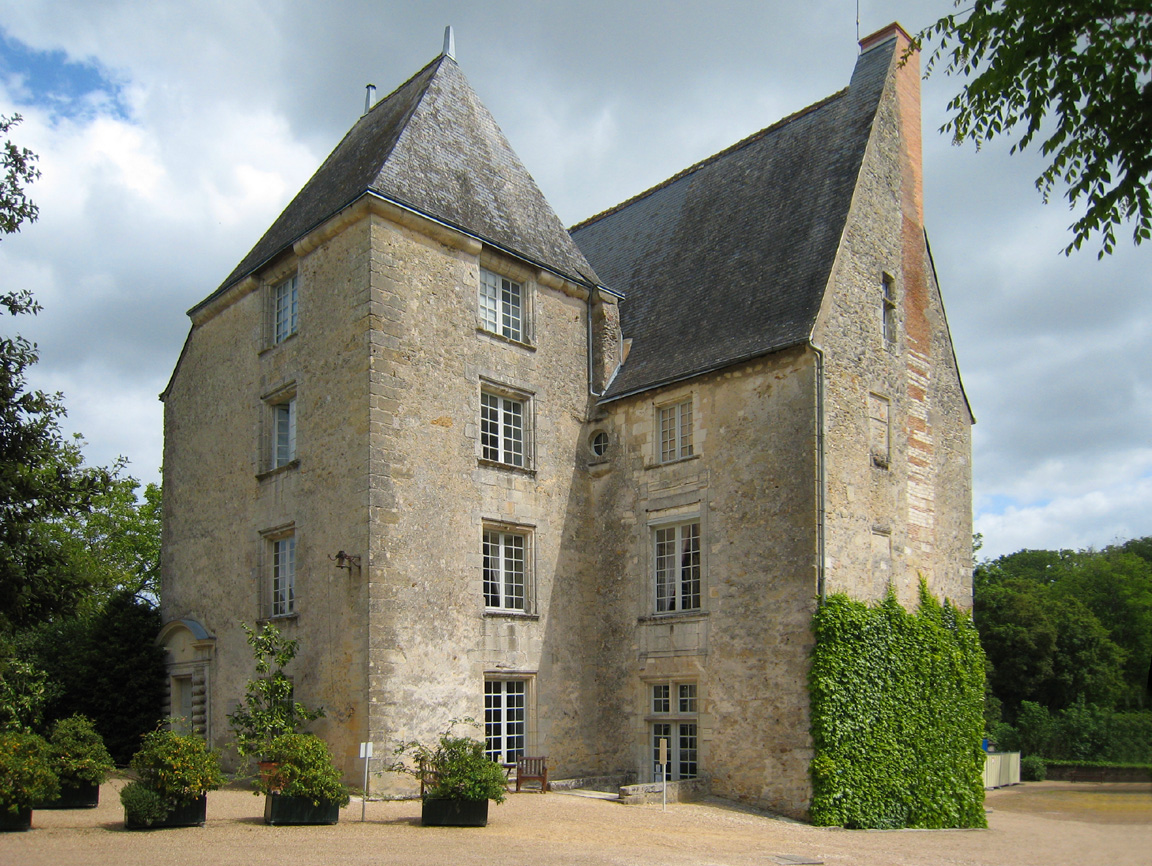
Schloss Saché, Balzacs Residenz von 1824 bis 1837

Die Dreharbeiten für den Fernsehfilm, der als europäische Prestigeproduktion angelegt war, erfolgten unter anderem in Paris, in Bordeaux, in Balzacs Heimatstadt Tours, auf Schloss Saché, wo Balzac zeitweilig lebte, sowie in Tschechien, wo die Szenen mit den Winterlandschaften entstanden.
Die Hauptdarsteller Gérard Depardieu und Fanny Ardant hatten zuvor in Die Auferstehung des Colonel Chabert (1994) in einer Leinwandverfilmung von Balzacs Erzählung Oberst Chabert ebenfalls die Hauptrollen gespielt. Bereits 1998 hatten Regisseurin Josée Dayan, Drehbuchautor Didier Decoin und Depardieu für den Fernsehmehrteiler Der Graf von Monte Christo erfolgreich zusammengearbeitet. Im Jahr 2000 versuchte sich das Trio mit Les Misérables – Gefangene des Schicksals an einer Fernsehverfilmung von Victor Hugos Roman Die Elenden.
Balzac – Ein Leben voller Leidenschaft wurde am 13. September 1999 im französischen Fernsehen erstausgestrahlt. In Deutschland wurde die Filmbiografie erstmals am 2. und 3. Januar 2000 in zwei Teilen im Fernsehen gezeigt. 2001 und 2009 erschien der Mehrteiler auf DVD.

## Kritiken
Für das Lexikon des internationalen Films war der Mehrteiler ein „opulenter Bilderbogen, der nicht nur das zähe Ringen um literarische Anerkennung beinhaltet, sondern auch Schlaglichter auf das ausschweifende Leben des Bonvivants wirft“. Herausgekommen sei ein „ebenso glaubwürdiger wie unterhaltsamer Film über das Abenteuer eines Künstlerlebens“. Den „durchweg großartigen Schauspielerleistungen“ sei es zu verdanken, dass der Film beim Zuschauer Mitgefühl hervorrufe. Prisma bezeichnete Balzac – Ein Leben voller Leidenschaft als „brillant besetztes Historiendrama mit opulenten Bildern und einer mitreißenden Story“. „Bilder, Kostüme und Dialoge sind ein Genuss“, lobte auch TV Spielfilm. Zudem sei der Film „[p]rächtig inszeniert und souverän gespielt“.
Nikolaus von Festenberg sprach im Spiegel von einem „europäischen Angriff auf die alte Zeit“, bei dem man „auf große Schauspieler und die Kraft der Dialoge“ gesetzt habe. „Wie Obelix erwatschelt sich Depardieu den Balzac-Part, schelmisch, täppisch, aber voller Ehrfurcht für den großen Poeten“, so Festenberg. Dabei werde Balzac „konterkariert von seiner kalten Mutter, die die Moreau souverän hinlegt“. Diese habe ihre Rolle so gespielt, „als schaute das alte Europa voller Skepsis, aber auch mit liebender Weisheit auf seine großen Dichter“.

## Deutsche Fassung
Die deutsche Synchronfassung entstand bei der Johannisthal Synchron in Berlin. Dialogbuch und -regie übernahm Joachim Kunzendorf.
| Rolle                  | Darsteller          | Synchronsprecher      |
| ---------------------- | ------------------- | --------------------- |
| Honoré de Balzac       | Gérard Depardieu    | Manfred Lehmann       |
| Charlotte-Laure        | Jeanne Moreau       | Eva Katharina Schultz |
| Eva Hanska             | Fanny Ardant        | Eva Kryll             |
| Madame de Berny        | Virna Lisi          | Beate Gerlach         |
| Laure d’Abrantès       | Katja Riemann       | Katja Riemann         |
| Maitre Plissoud        | Claude Rich         | Hasso Zorn            |
| Victor Hugo            | Gert Voss           | Joachim Kerzel        |
| Eugene Sue             | Sergio Rubini       | Torsten Michaelis     |
| Doktor Nacquart        | François Marthouret | Roland Hemmo          |
| Graf Hanski            | Gottfried John      | Gottfried John        |
| Anna Hanska            | Katja Studt         | Katja Studt           |
| Baronin von Galvenberg | Sunnyi Melles       | Sunnyi Melles         |
| Gosselin               | Michel Pilorgé      | Reinhard Kuhnert      |